# Charles Behrens
Charles Glaude Behrens, född 11 juli 1907 i Zutphen, Nederländerna, död 1965, var en nederländsk-svensk redaktör, tecknare och konsthantverkare. 
Han var son till apotekaren Herman Willem Arie Behrens och Anna Maria Kamerling och från 1950 gift med Ulla Brusell. Behrens arbetade som journalist i Nederländerna och blev 1939 anställd som skandinavisk korrespondent för tidningen Nieuwe Rotterdamse Courant. I Stockholm började han 1940 syssla med typografi och detta ledde till att han 1946 anställdes som konstnärlig ledare och teknisk förlagsredaktör vid KF:s bokförlag. Hans arbeten består av tecknade bokomslag, vinjettbilder och exlibris. Han illustrerade bland annat Erik Asklunds bok Ensamma lyktor 1947 där han fångade Stockholmsatmosfären i teckningar. 